# Сот-де-Чера
Сот-де-Чера (ісп. Sot de Chera (офіційна назва), валенс. Sot de Xera) — муніципалітет в Іспанії, у складі автономної спільноти Валенсія, у провінції Валенсія. Населення — 403 особи (2010).

## Географія
Муніципалітет розташований на відстані близько 250 км на схід від Мадрида, 47 км на захід від Валенсії.

## Демографія
Динаміка населення (INE ):

## Галерея зображень

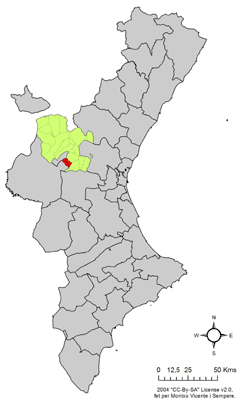
Розташування муніципалітету Сот-де-Чера у автономній спільноті Валенсія
Розташування муніципалітету Сот-де-Чера у комарці Лос-Серранос
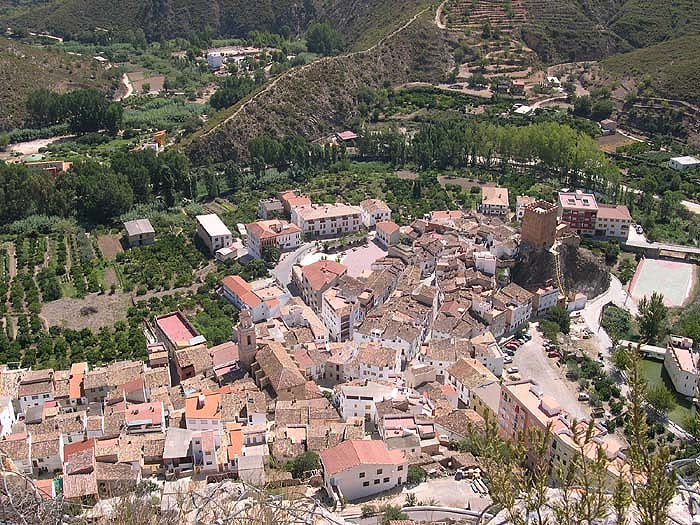
Сот-де-Чера
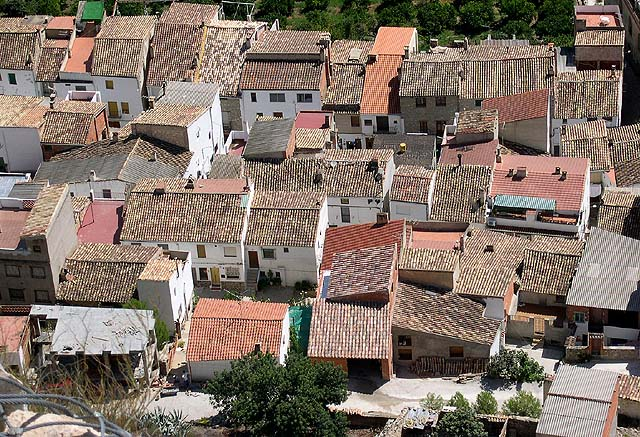
Сот-де-Чера
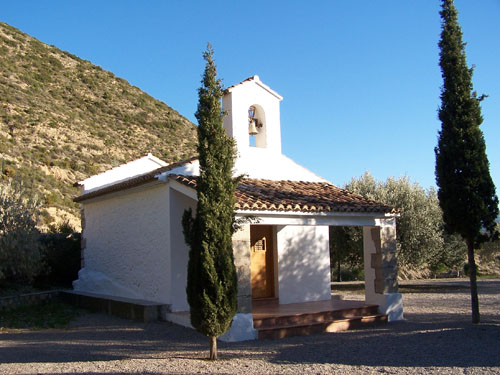
Каплиця Сан-Роке